# ミス・ユニバース2004
ミス・ユニバース2004（Miss Universe 2004、第53回ミス・ユニバース世界大会）は2004年6月1日にエクアドルのキトの南半球エクスポ・コンベンションセンターで開催された。最後にオーストラリアのジェニファー・ホーキンスが優勝し、ドミニカ共和国のアメリア・ベガから後継者として栄冠を授けられた。この年は80か国の代表が競った。日本からは町本絵里が出場した。

## 最終結果

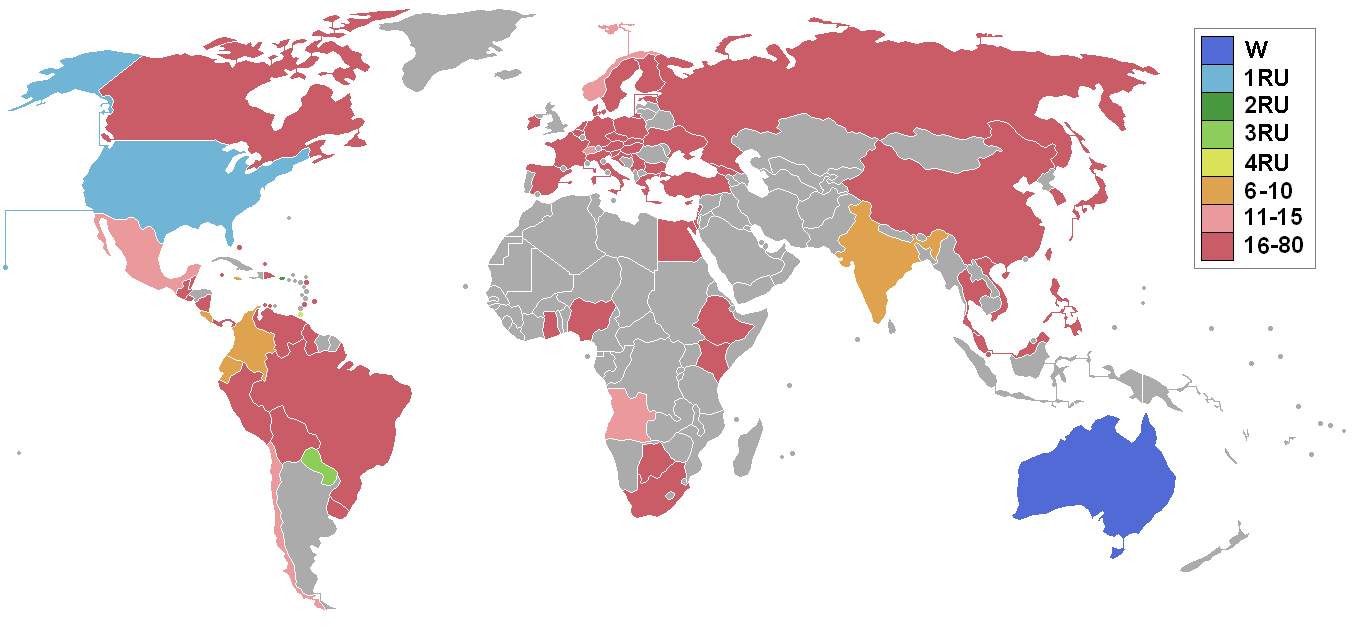
ミス・ユニバース2004の参加国・地域と最終結果

### 入賞者
| 最終結果             | 参加者 |
| -------------------- | --- |
| ミス・ユニバース2004 | - オーストラリア – ジェニファー・ホーキンス（Jennifer Hawkins） |
| 第2位                | - アメリカ – シャンディ・フィネッセー（Shandi Finnessey） |
| 第3位                | - プエルトリコ – アルバ・レイエス（Alba Reyes） |
| 第4位                | - パラグアイ – ヤニナ・ゴンザレス（Yanina González） |
| 第5位                | - トリニダード・トバゴ – ダニエル・ジョーンズ（Danielle Jones） |
| トップ10             | - コロンビア – キャサリン・ダサ - コスタリカ – ナンシー・ソト - エクアドル – スサーナ・リバデネイラ - インド – タヌシュリー・ダッタ - ジャマイカ – クリスティーン・ストロー |
| トップ15             | - アンゴラ – テルマ・ソニ - チリ – ガブリエラ・バロス - メキシコ – ロザルバ・ルナ - ノルウェー – カトリン・ソーランド - スイス – ビアンカ・シッシン                         |

### 特別賞
- イタリア - ミス・コンジニアリティ（ライア・マネッティ）
- プエルトリコ - ミス・フォトジェニック（アルバ・レイエス）
- パナマ - ベスト・ナショナル・コスチューム（ジェシカ・ロドリゲス）

## 開催都市
エクアドルのキトは2003年8月19日、翌年の大会開催都市として発表された。同市は開催権のために500万ドルを支払ったが、これは来場者と大会のテレビ放送中の国の宣伝を通じて回収できると予想した。
翌年3月、エクアドルの外国貿易大臣は大会開催国が中国に移るかもしれないという噂の火消しに追われた。彼はエクアドル国民に大会に関心を戻すように促した。観光客への新たなインセンティブとして、大会の公式スポンサーを含むアメリカの航空会社は、1か月前に予約した人への10パーセント割引に加えて、キトの大会への旅行は5パーセント料金を割引すると申し出た。大会をエクアドルの宣伝に使おうという目論見は、ちょうどテレビ放送を前にして崩れようとしていた。政治的に不安定な国で、汚職スキャンダルによって、ルシオ・グティエレス大統領の解任要求が高まった。
5月初めに代表たちが到着する前に、キト当局は彼女らが訪れる予定のエリアを改善しようと、市の特定のエリアから乞食とホームレスの人々を一時排除した。同じようなことはミス・ユニバース1992前のタイのバンコクでも行われ、ミス・ユニバース1994前のフィリピンのマニラでも行われた。大会が開催されている間、政府は国民の貧しさを隠していると訴えるネイティブの活動家と環境保護論者は大会に抗議した。
代表たち、審査員たち、メディア関係者及び観光客は5000人以上の警察官から成る警護隊に厳重に警護された。5月16日、クエンカで代表たちがパレードに参加する予定だったわずか数時間前に、警察はパンフレット爆弾の処理を行なった。それはエクアドル政府の経済政策に抗議していたが、爆弾はパレードのルートからわずか6ブロックの所で見つかり、パレードと同時に爆発するようになっていたと警察は見た。